# Аријан (село)
Аријан (фр. Arrien) је насељено место у Француској у региону Аквитанија, у департману Атлантски Пиринеји.
По подацима из 2011. године у општини је живело 158 становника, а густина насељености је износила 35,43 становника/km².

## Демографија
| 1962. | 1968. | 1975. | 1982. | 1990. | 2011. |
| ----- | ----- | ----- | ----- | ----- | ----- |
| 132   | 125   | 112   | 120   | 138   | 158   |